# Genney
Genney är ett genealogiprogram för Microsoft Windows, Apple Mac OS X och Linux utvecklat av företaget Genney Digit. Den första versionen kom 2015 och är utvecklat baserat på de förutsättningar för släktforskning som finns i Skandinavien och i synnerhet i Sverige. 
Genney har stöd för DNA som hjälpmedel i släktforskningen genom möjligheten att lagra y-DNA och mtDNA-haplogrupper på personer och hela släkter.
Import och export stödjer nuvarande GEDCOM-standard version 5.5.1 för datautbyte med andra genealogiprogram.
Programmet innehåller också funktioner för sökning i släktforskningsdatabaser på internet som exempelvis Ancestry och DISBYT.
Genney finns både i svensk och engelsk version.